# Charles Hackett
 (janvier 2023).
Charles Hackett, né le 4 novembre 1889 et mort le 1er janvier 1942, parfois appelé Carlo Hackett, est un ténor américain.

## Biographie
Charles Hackett est né le 4 novembre 1889 à Worcester, dans le Massachusetts. Hackett a d'abord étudié au New England Conservatory à Boston avec Arthur J. Hubbard, puis avec Vincenzo Lombardi à Florence. Les enseignements de celui qui avait travaillé avec Fernando De Lucia lui ouvre les portes du bel canto à l'italienne. Il fait ses débuts sur scène à Gênes, dans le rôle de Wilhelm Meister dans Mignon, en 1914.
Il chante en Italie et en Amérique du Sud, notamment au Théâtre Colón de Buenos Aires, en Argentine, où il chante un grand nombre de rôles. Il fait ses débuts le 31 janvier 1919 au Metropolitan Opera, dans le rôle d'Almaviva. Caruso devient un de ses amis et il est son témoin de mariage. Hackett chante sur la scène new-yorkaise pendant trois saisons, également dans les rôles de Lindoro, Roméo, Il duca di Mantova, Alfredo, Rodolfo, Pinkerton, Wilhelm Meister, Cavaradossi, Don Ottavio, Vincent et Des Grieux. Il a également chanté au Lyric Opera de Chicago de 1923 à 1934. Il revient au Metropolitan le 3 février 1934 sous le nom de Roméo et y joue encore cinq ans. 
Hackett réalise de nombreux enregistrements pour Edison et Columbia, notamment des duos avec Maria Barrientos et Rosa Ponselle, dans lesquels on peut apprécier une chanteuse à la technique fine et à l'élégance certaine.
Il décède le 1er janvier 1942 à Manhattan, New York, après une intervention chirurgicale banale.